# Шален д'Изор
Шален д'Изор (фр. Chalain-d'Uzore) насеље је и општина у источној Француској у региону Рона-Алпи, у департману Лоара која припада префектури Монбризон.
По подацима из 2011. године у општини је живело 540 становника, а густина насељености је износила 67,25 становника/km². Општина се простире на површини од 8,03 km². Налази се на средњој надморској висини од 400 метара (максималној 461 m, а минималној 369 m).

## Демографија
| 1962. | 1968. | 1975. | 1982. | 1990. | 1999. | 2011. |
| ----- | ----- | ----- | ----- | ----- | ----- | ----- |
| 232   | 233   | 263   | 337   | 375   | 443   | 540   |

График промене броја становника у току последњих година